# Добруш
Добруш (рус. До́бруш) је град на крајњем југоистоку Белорусије, и главни је административни центар Добрушког рејона Гомељске области. Град лежи на обали реке Ипут (десне притоке реке Сож) на око 25 км источно од административног центра области града Гомеља, односно на око 20 км западније од границе са Русијом.
Подручје око града је током нуклеарне хаварије у Чернобиљу 28. априла 1986. било изложено екстремно високим степеном штетног радиоактивног зрачења.
У близини Добруша, на реци Ипут 1889. саграђена је хидроелектрана, први енергетски објекат те врсте у целој Белорусији. Од 1870. у граду ради фабрика за производњу папира, постоји и фабрика порцелана, млекара и погони прехрамбене индустрије. Службени статус града има од 1935. године. 
Према процени из 2012. у граду је живело 18.214 становника.

## Становништво
Према процени, у граду је 2012. живело 18.214 становника.
| 1979.  | 1989.  | 1999.  | 2009.  | 2012.  |
| ------ | ------ | ------ | ------ | ------ |
| 19.175 | 20.750 | 20.750 | 18.330 | 18.214 |